# (7977) 1977 QQ5
1977 كيو كيو 5 (ويعرف أيضًا باسم (7977) 1977 كيو كيو 5 وفق تسمية الكوكب الصغير) (بالإنجليزية: 1977 QQ5)‏ هو كويكب ضمن حزام الكويكبات؛ وترتيبه 7977 من حيث الاكتشاف.
اكتُشف هذا الجُرم الفلكي بواسطة روبرت إتش ماكنوت في 21 أغسطس 1977.

## وصلات خارجية
- (7977) 1977 QQ5 في قاعدة بيانات مختبر الدفع النفاث لأجرام النظام الشمسي الصغيرة

- الاكتشاف · مخطط المدار ·  العناصر المدارية · المعلمات المادية

- (7977) 1977 QQ5 على موقع ويكي سكاي: DSS2, SDSS, GALEX, IRAS, Hydrogen α, X-Ray, Astrophoto, Sky Map, Articles and images